# Шляйхер, Иоганн Кристоф
Иоганн Кристоф Шляйхер (нем. Johann Christoph Schleicher, при рождении Жан-Шарль Савицки (фр. Jean-Charles Sawitzky); 1770—1834) — швейцарский ботаник немецкого происхождения.

## Биография
Иоганн Кристоф Шляйхер родился 26 февраля 1770 года (по другим данным — в 1768 году) в семье Анны Марии Савицки, после смерти отца усыновлён Карлом Шляйхером. В 1797 году женился на Жюли Рику, дочери врача Жана-Давида Рику. Около 1790 года Иоганн Кристоф обосновался в городе Бекс, где работал в аптеке, а также был хозяином фирмы по продаже растений и гербарных образцов. Затем он основал один из первых ботанических садов кантона Во в городе Бевьё. Умер Иоганн Кристоф в Бексе 27 августа 1834 года.
Шляйхер был первым учёным, использовавшим хлорид ртути для хранения гербарных образцов растений.
В настоящее время основная часть гербарных образцов, собранных Шляйхером, хранится в Женевском ботаническом саду (G) и Музее и ботаническом саду Лозанны (LAU).

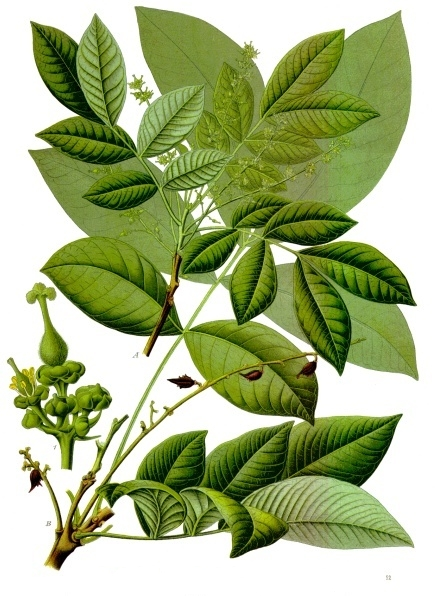
Шлейхера трёхпарная

## Некоторые научные работы
- Schleicher, J.C. (1800). Catalogus plantarum in Helvetia. 76 p.

## Роды, названные в честь И. К. Шляйхера
- Schleichera Willd., 1806, nom. cons.